# 亀澤宏規
亀澤 宏規（かめざわ ひろのり、1961年〈昭和36年〉11月18日 - ）は、日本の実業家。株式会社三菱UFJフィナンシャル・グループ取締役代表執行役社長兼グループCEO。理学修士。

## 経歴
宮崎県出身。宮崎県立宮崎西高等学校を経て、東京大学理学部数学科卒業、東京大学大学院理学系研究科を修了した後、1986年に三菱銀行（現・三菱UFJ銀行）に入行。
2010年に三菱UFJフィナンシャル・グルー プ 執行役員に就任。
2020年に三菱UFJフィナンシャル・グループ 取締役代表執行役社長に就任。2024年、月額報酬の減額処分を受けた。

## 略歴
- 1984年（昭和59年）3月 - 東京大学理学部卒業[4]。
- 1986年（昭和61年）3月 - 東京大学大学院理学系研究科（数学専攻）修士課程修了[5]。
- 1986年（昭和61年）4月 - 株式会社三菱銀行（現・株式会社三菱UFJ銀行）入行、横浜支店配属[4]。
- 2010年（平成22年）6月 - 株式会社三菱東京UFJ銀行（現・株式会社三菱UFJ銀行）融資企画部長[6]。
- 2010年（平成22年）6月 - 株式会社三菱UFJフィナンシャル・グループ 執行役員 投融資企画部長 兼リスク統括部長[6]。
- 2010年（平成22年）6月 - 株式会社三菱東京UFJ銀行 執行役員 融資企画部長[6]。
- 2011年（平成23年）6月 - 株式会社三菱UFJフィナンシャル・グループ執行役員 投融資企画部長[6]。
- 2012年（平成24年）5月 - 株式会社三菱UFJフィナンシャル・グループ執行役員 経営企画部長 兼 CIB企画部長[6]。
- 2012年（平成24年）5月 - 株式会社三菱東京UFJ銀行 執行役員 市場企画部長[6]。
- 2012年（平成24年）7月 - 株式会社三菱UFJフィナンシャル・グループ 執行役員 市場企画部長[6]。
- 2014年（平成26年）5月 - 株式会社三菱UFJフィナンシャル・グループ常務執行役員 米州副担当[4]。
- 2014年（平成26年）5月 - 株式会社三菱東京UFJ銀行 常務執行役員 米州本部副本部長[6]。
- 2014年（平成26年）5月 - ユニオンバンクN.A.（現・MUFGユニオンバンクN.A.）に出向[6]。
- 2014年（平成26年）7月 - 株式会社三菱東京UFJ銀行 常務執行役員 米州本部副本部長 兼 ニューヨーク支店長[6]。
- 2015年（平成27年）3月 - 株式会社三菱東京UFJ銀行 常務執行役員 米州本部副本部長 兼 ニューヨーク支店支店長 兼 ケイマン支店長[6]。
- 2015年（平成27年）4月 - 株式会社三菱UFJフィナンシャル・グループ 常務執行役員 米州副担当兼米州統括部長 兼 米州リスク統括室長[6]。
- 2015年（平成27年）4月 - 株式会社三菱東京UFJ銀行 常務執行役員 米州本部副本部長 兼 ニューヨーク支店長 兼ケイマン支店長 兼 米州統括部長[6]。
- 2015年（平成27年）5月 - 株式会社三菱東京UFJ銀行 常務執行役員 米州本部副本部長 兼 米州統括部長[6]。
- 2015年（平成27年）12月 - 株式会社三菱UFJフィナンシャル・グループ常務執行役員 米州副担当[6]。
- 2015年（平成27年）12月 - 株式会社三菱東京UFJ銀行 常務執行役員 米州本部副本部長[6]。
- 2016年（平成28年）5月 - 株式会社三菱UFJフィナンシャル・グループ 常務執行役員 兼 グループCDO（英語版） 事務・システム企画部担当[4]。
- 2016年（平成28年）5月 - 株式会社三菱東京UFJ銀行 常務執行役員 CDO 経営情報室担当 兼 副コーポレートサービス長[4]。
- 2017年（平成29年）5月 - 株式会社三菱UFJフィナンシャル・グループ 執行役常務 グループCIO 兼 グループCDTO[注釈 1][7]。
- 2017年（平成29年）5月 - 株式会社三菱東京UFJ銀行 常務執行役員 CIO 兼 CDTO 兼 システム本部、デジタル企画部担当 兼 コーポレートサービス長[4]。
- 2017年（平成29年）6月 - 株式会社三菱東京UFJ銀行 代表取締役常務 グループCIO 兼 グループCDTO システム本部、デジタル企画部担当 兼 コーポレートサービス長[4]。
- 2018年（平成30年）5月 - 株式会社三菱UFJフィナンシャル・グループ 執行役専務 グループCIO 兼 グループCDTO[8]。
- 2018年（平成30年）5月 - 株式会社三菱UFJ銀行 代表取締役専務 CIO 兼 CDTO システム本部、デジタル企画部担当 兼 コーポレートサービス長[9]。
- 2018年（平成30年）12月 - Global Open Network株式会社 代表取締役CEO[10][11]。
- 2019年（平成31年）4月 - 株式会社三菱UFJフィナンシャル・グループ 代表執行役副社長 グループCOO 兼 グループCRO（英語版）兼 グループCDTO[12]。
- 2019年（平成31年）4月 - 株式会社三菱UFJ銀行 代表取締役副頭取 CRO 兼 CDTO 兼 リスク統括部、融資企画部、デジタル企画部担当 兼 コーポレートサービス長[13]。
- 2019年（令和元年）5月 - 株式会社三菱UFJ銀行 代表取締役副頭取 CDTO 兼 デジタル企画部担当[14]。
- 2019年（令和元年）6月 - 株式会社三菱UFJフィナンシャル・グループ 取締役 代表執行役副社長 グループCOO 兼 グループCDTO[11]。
- 2019年（令和元年）8月 - Global Open Network Japan株式会社 代表取締役会長[15]。
- 2020年（令和2年）4月 - 株式会社三菱UFJフィナンシャル・グループ 取締役 代表執行役社長 グループCEO（現任）[16]。
- 2020年（令和2年）4月 - Global Open Network株式会社 取締役会長[17]。
- 2020年（令和2年）4月 - 株式会社三菱UFJ銀行取締役（現任）[18]。

## 現職
- 株式会社三菱UFJフィナンシャル・グループ 取締役 兼 代表執行役社長 兼 グループCEO[19]
- 一般社団法人システムイノベーションセンター顧問[20]
- 株式会社三菱UFJ銀行 取締役[21]